# O Povo (Rio Grande do Sul)
O Povo foi um jornal sul-riograndense, o mais importante periódico oficial da República Riograndense. Se autointitulava "jornal político, literário e ministerial da República Riograndense".
Editado por Luigi Rossetti, organizado por Domingos José de Almeida que havia comprado as prensas em Montevidéu, com o produto da venda de 17 escravos de sua propriedade no mesmo local. A tipografia e redação foram inicialmente instaladas na mesma casa onde Rossetti morava com Giuseppe Garibaldi.
Foi o primeiro periódico publicado depois da proclamação da República Rio-Grandense, iniciando suas funções, com sede em Piratini, de 1º de setembro de 1838 a 6 de março de 1839, depois o jornal transferiu-se para Caçapava do Sul, com a mudança da capital da República, continuando a ser editado até 22 de maio de 1840. Foi brevemente editado por Giovanni Battista Cuneo, depois da saída de Rossetti, pouco menos de um mês antes do término do jornal, já que a tipografia farroupilha foi atacada por tropas imperiais e destruída.
Era bissemanal, circulando às quartas-feiras e aos sábados, quando não havia interrupção devido a circunstâncias da guerra. Durou mais tempo e teve mais números de edições publicadas do que o jornal farroupilha anterior, O Mensageiro, que tivera pouco mais de um ano de atividade, entre 22 de abril de 1835 e 3 de maio de 1836.
Um mês e meio depois do início de sua circulação, foi proibida sua entrada em Porto Alegre.